# Escepticisme filosòfic
En la filosofia clàssica l'escepticisme és un corrent filosòfic basat en el dubte, representat en l'escola de Pirró d'Elis, qui deia que «no afirmava res, només opinava». L'escepticisme es diferencia del negacionisme per exigir evidència objectiva a les afirmacions, i en cas d'haver-hi tal evidència, acceptar-la, en tant que el negacionisme qüestiona o rebutja les evidències.

## Característiques
L'escèptic és algú que professa dubte o està en desacord amb el que generalment està acceptat com a veritat. La paraula escèptic prové del grec skeptikoi ('el que examina'). L'etimologia d'aquesta paraula indica en el seu significat 'el que investiga'. Els filòsofs escèptics no creuen en una veritat objectiva, perquè tot és subjectiu, depenent del subjecte que estudia i no de l'objecte estudiat.
Una persona escèptica diria que sent fred però no fa fred, atès que només pot saber que ell té fred o calor. A aquesta postura de no emetre judicis sinó exclusivament opinions se l'anomenà epokhé.
En filosofia, aquesta actitud els porta a l'ataràxia, perquè en no creure en res, no entraven en conflictes amb ningú i no es veien obligats a defensar llurs opinions car no existien veritats objectives.

### Orígens i exponents
La diversitat i oposicions de sistemes, com els de Demòcrit, Empèdocles, Plató, etc. creen abstraccions i dubtes, juntament amb la influència en la política exterior de fets com la mort d'Alexandre el Gran i la diversitat en els costums, religions i institucions en les ciutats.
Pirró fou el creador de l'escepticisme. Fou un gran viatger que conegué moltes cultures amb els exèrcits d'Alexandre el Gran, cosa que li permeté dubtar de les veritats evidents i tradicions de la seva cultura. Hom diu que Pirró portà a l'extrem la suspensió de judici, fins al punt de treure's les cordes vocals.
Un altre escèptic important fou Sext Empíric, autor d'Esbossos Pirrònics. En aquesta obra sosté que en la vida pràctica cal seguir els senyals que aporta la natura, les necessitats del cos i les tradicions i lleis.
Timó de Fliunt continuà la tradició escèptica posant en dubte les idees aristotèliques, dubtant fins i tot dels primers principis de la deducció aristotèlica.
Tanmateix, el sistema socràtic d'hipòtesis i deduccions mai no fou posat en dubte pels escèptics, tot i que es guanyaren la fama de desbaratadors i perderen popularitat en lluitar contra els ritus, llegendes i supersticions arrelades.
Durant el segle i aC l'escepticisme tornà a cobrar importància paulativament fins a Llucià de Samòsata i Sext Empíric, que varen representar els últims escèptics clàssics.
Ja al Renaixement, el metge Francisco Sánchez escrigué una obra fonamental, Quod nihil scitur (Que res no se sap). L'escepticisme no fou pres com una hipòtesi vàlida per indagar en la veritat, de tal manera que constituí el fonament primer de Descartes i el seu dubte metòdic, amb el qual l'escepticisme torna a poc a poc a tenir importància fins al segle de les llums, on impregna tot el pensament il·lustrat.
A mitjans del segle xix, el Romanticisme ja domina la societat i reclama per a si tot una manera de vida menys analítica, més evocativa, on es pugui mesclar realitat i saviesa.